# Miss Earth 2004
| Data:                | 24 października 2004                  |
| Kraj:                | Filipiny                              |
| Miasto:              | Quezon City                           |
| Gala finałowa:       | University of the Philippines Theater |
| Liczba uczestniczek: | 61                                    |
| Zwyciężczyni:        | Priscilla Meirelles, Brazylia         |
| Poprzedniczka:       | Dania Prince, Honduras                |
| Następczyni:         | Alexandra Braun Waldeck, Wenezuela    |
| -------------------- | ------------------------------------- |

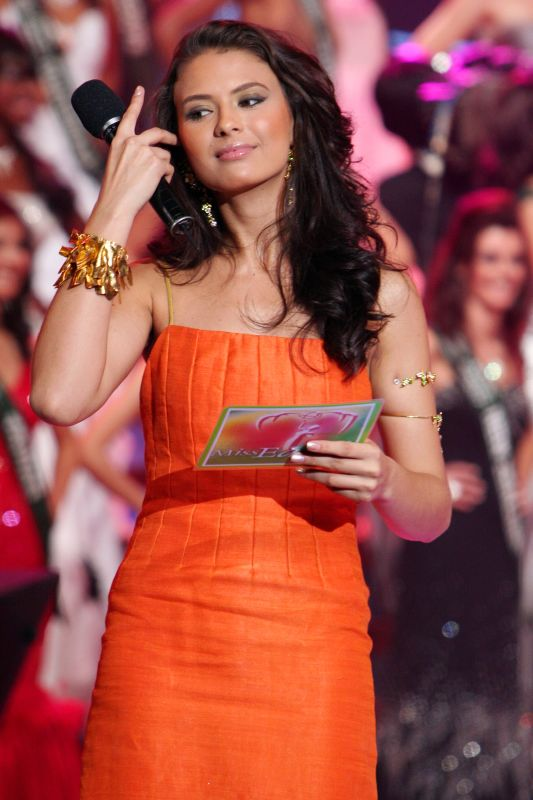
Priscilla Meirelles

Miss Earth 2004 – 4. edycja konkursu Miss Earth. Odbyła się ona 24 października 2004 r. w University of the Philippines Theater, w Quezon City na Filipinach. W konkursie wzięło udział 61 kobiet z całego świata. Konkurs wygrała reprezentantka Brazylii - Priscilla Meirelles.

## Wyniki

### Miejsca
| Wyniki finału                | Uczestniczka |
| ---------------------------- | --- |
| Miss Earth 2004              | - Brazylia - Priscilla Meirelles |
| Miss Powietrza (1. wicemiss) | - Martynika - Murielle Celimene |
| Miss Wody (2. wicemiss)      | - Tahiti - Kahaya Lusazh |
| Miss Ognia (3. wicemiss)     | - Paragwaj - Yanina González |
| Top 8                        | - Australia - Shenevelle Dickson - Filipiny - Tamera Marie Lagac Szijarto - Honduras - Gabriela Zavala - Tajlandia - Radchadawan Khampeng                                                                                     |
| Top 16                       | - Egipt - Arwa Gouda - Indie - Jyoti Brahmin - Izrael - Keren Somech - Nikaragua - Marifely Arguello - Norwegia - Brigitte Korsvik - Peru - Liesel Holler - Polska - Karolina Gorazda - Trynidad i Tobago - Leah Mari Guevara |

### Nagrody specjalne
| Nagroda specjalna                 | Uczestniczka                           |
| --------------------------------- | -------------------------------------- |
| Miss Fotogeniczności              | Brazylia - Priscilla Meirelles         |
| Najlepszy kostium narodowy        | Honduras - Gabriela Zavala             |
| Miss Przyjaźni                    | Stany Zjednoczone - Stephanie Brownell |
| Miss Talentu                      | Kanada - Tanya Beatriz Munizaga        |
| Najładniejsza w stroju kąpielowym | Paragwaj - Yanina González             |
| Najładniejsza w sukni wieczorowej | Tahiti - Stéphanie Lesage              |

## Uczestniczki
- Albania - Vilma Masha
- Argentyna - Daniela Puig
- Australia - Shenevelle Dickson
- Belgia - Ruchika Sharma
- Boliwia - Muriel Cruz
- Bośnia i Hercegowina - Ana Suton
- Brazylia - Priscilla Meirelles
- Bułgaria - Kristiana Dimitrova
- Chile - Erika Niklitschek Schmidt
- Chiny - Xu Nicole Liu
- Czad - Myriam Commelin
- Dania - Thea Frojkear
- Dominikana - Nileny Dippton Estevez
- Egipt - Arwa Gouda
- Ekwador - Maria Luisa Barrios Landivar
- Estonia - Jana Gruft
- Etiopia - Ferehiyewot Abebe Merkuriya
- Filipiny - Tamera Marie Lagac Szijarto
- Finlandia - Iida Laatu
- Francja - Audrey Nogues
- Ghana - Maame Afua Akyeampong
- Gwatemala - Mirza Odette Garcia
- Holandia - Saadia Himi
- Honduras - Gabriela Zavala Irias
- Indie - Jyoti Brahmin
- Izrael - Keren Somech
- Kanada - Tanya Beatriz Munizaga
- Kenia - Susan Kaittany
- Kolumbia - Maria Fernanda Navia
- Korea Południowa - Cho Hye-Jin
- Kostaryka - Karlota Calderon Brenes

- Liban - Lana Khattab
- Macedonia Północna - Natalija Grubovik
- Malezja - Eloise Law
- Martynika - Murielle Celimene
- Meksyk - Valentina Cervera Avila
- Nepal - Anita Gurung
- Nigeria - Ufuoma Stacey Ejenobor
- Nikaragua - Marifely Argüello César
- Norwegia - Brigitte Korsvik
- Nowa Zelandia - Rachael Tucker
- Paragwaj - Yanina González
- Peru - Liesel Holler
- Polska - Karolina Gorazda
- Południowa Afryka - Sally Leung
- Portoryko - Shanira Blanco
- Portugalia - Frederica Santos
- Salwador - Silvia Gabriela Mejia Cordova
- Serbia i Czarnogóra - Katarina Hadzipavlovic
- Singapur - Nicole Sze Chin Nee
- Stany Zjednoczone - Stephanie Brownell
- Szwajcaria - Simone Röthlisberger
- Szwecja - Sara Jilena Lundemo
- Tahiti - Stéphanie Lesage
- Tajlandia - Radchadawan Khampeng
- Chińskie Tajpej - Angel Wu
- Tanzania - Sophia Byanaku
- Trynidad i Tobago - Leah Mari Guevara
- Urugwaj - Katherine Gonzalves Pedrozo
- Wielka Brytania - Hannah McCuaig
- Wietnam - Bùi Thúy Hạnh